# 音壁 JAPAN
『音壁 JAPAN』（おとかべジャパン）は、2008年3月19日にソニー・ミュージックダイレクトから発売されたコンピレーション・アルバムである。 (MHCL-1313)

## 概要
- フィル・スペクターのウォール・オブ・サウンドに影響を受けたJ-POPを集めた企画盤。
- 「青空のように」は、シングルバージョンや『NIAGARA CALENDAR』81年リミックス版収録のバージョン（エンジニア：笛吹銅次）と同じく冒頭でサビを歌っているバージョンだが、同アルバムの1986年リミックスバージョン（エンジニア：吉田保）を元にこのアルバム用に左右を逆にしたもので収録されている。

## 収録曲
1. 夢で逢えたら（Single Version）：シリア・ポール
2. 一千一秒物語：松田聖子
3. SOMEDAY：佐野元春
4. つのる想い：須藤薫
5. 世界中の誰よりきっと：中山美穂＆WANDS
6. 二人は片想い：ポニー・テール
7. 夏休みの宿題：杉真理
8. 酸っぱい経験：多岐川裕美
9. 恋のハーフムーン：太田裕美
10. 雨は手のひらにいっぱい：シュガー・ベイブ
11. 涙のメモリー：原めぐみ
12. YOU MAY DREAM：シーナ&ザ・ロケッツ
13. Ring Ring Ring：YUI
14. うれしい予感（Single Version）：渡辺満里奈
15. ドゥー・ユー・リメンバー・ミー：岡崎友紀
16. 青空のように：大滝詠一
17. わすれたいのに：モコ・ビーバー・オリーブ